# Honda Racing Corporation
Honda Racing Corporation (HRC) is de in 1982 opgerichte motorsportdivisie van het Japanse bedrijf Honda en is de opvolger van Honda's Racing Service Center (RSC). Het Racing Service Center had in 1981 de Honda NS 500-tweetakt-wegracer ontwikkeld en bestond toen nog naast Honda R&D (Research & Development), dat verantwoordelijk was (en ook bleef) voor de ontwikkeling van de Honda NR 500-viertaktracer.
Het bedrijf combineert participatie in motorsportwedstrijden met de ontwikkeling van eigen motoren. Het bedrijf komt uit in het wereldkampioenschap wegrace onder de naam Honda HRC Castrol. Teamleden zijn de Italiaan Luca Marini en de Spanjaard Joan Mir

## Wegrace

### Successen met Mick Doohan
In 1995 startte het Spaanse olieconcern Repsol YPF met sponsoring van het HRC-Team. Het team startte het seizoen 1995, met drie coureurs, Mick Doohan, Àlex Crivillé en Shinichi Ito, die reden op de Honda NSR500 en kwam uit in de toenmalige 500 cc-klasse. Mick Doohan won het wereldkampioenschap voor de tweede keer op rij in Argentinië, met nog één race te gaan en zeven overwinningen; Àlex Crivillé eindigde het seizoen vierde en behaalde één overwinning; Shinichi Ito eindigde vijfde in het algemeen klassement.
Het team breidde naar vier rijders uit in 1996, waarbij Mick Doohan en Àlex Crivillé de beschikking kregen over de Honda NSR500, terwijl Shinichi Ito en de nieuwe coureur Tadayuki Okada op de Honda NSR500V reden. Mick Doohan won zijn derde wereldkampioenschap en haalde dat jaar acht overwinningen, Àlex Crivillé werd vice-wereldkampioen. Tadayuki Okada eindigde zevende en Shinichi Ito twaalfde.

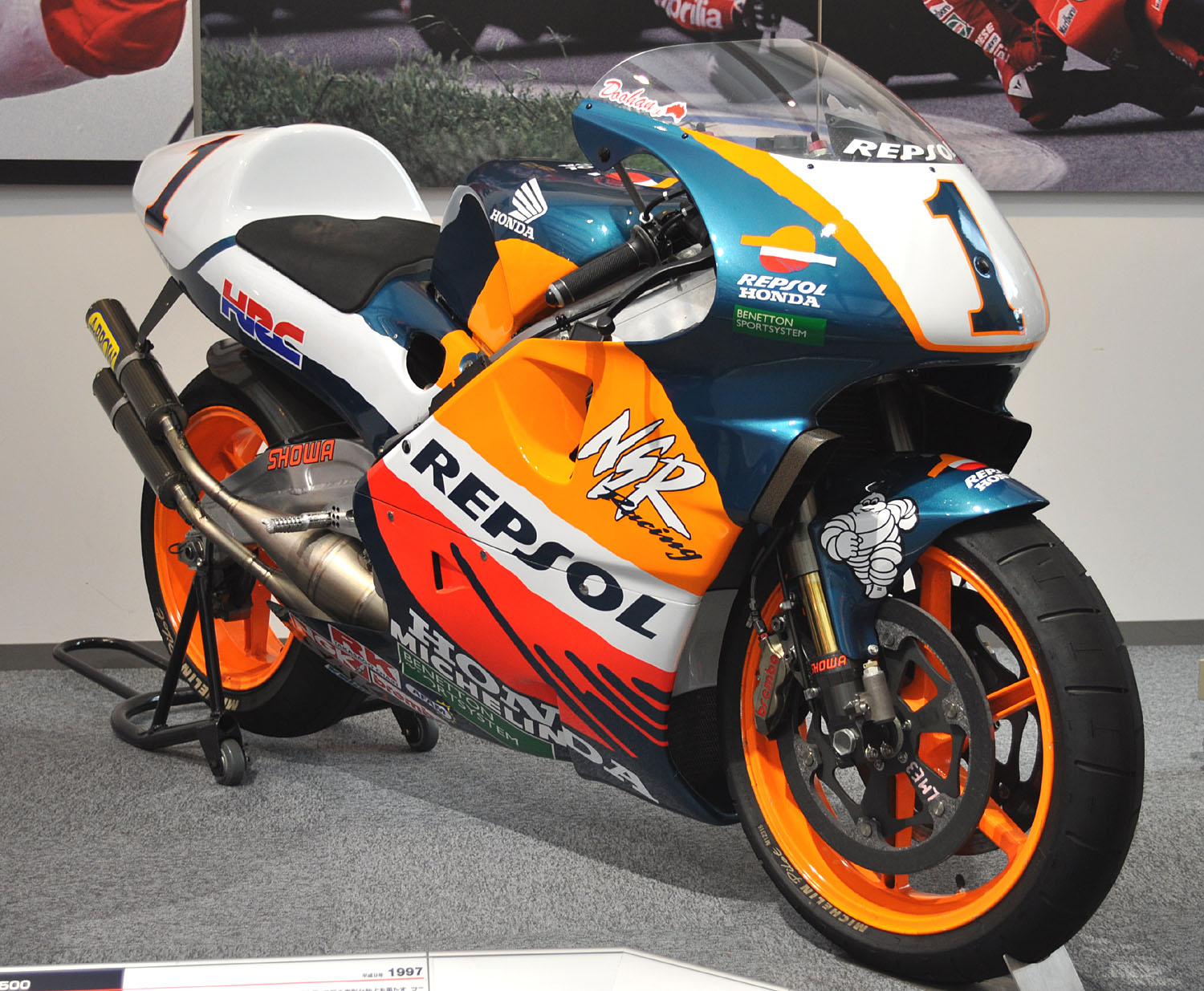
Mick Doohans Honda NSR500 in 1997

Ook in 1997, 1998 en 1999 reed het succesvolle team met vier coureurs, waarbij Takuma Aoki de vervanger was van Ito. In 1997 won Mick Doohan twaalf van de 15 wedstrijden en brak daarmee het record van Giacomo Agostini van meeste overwinningen in een seizoen. Ook de andere drie wedstrijden van dat seizoen werden gewonnen door coureurs van het team. In 1998 reed het team met Doohan, Crivillé en Okada op de Honda NSR500 en nieuwe coureur Sete Gibernau op de Honda NSR500V. Doohan domineerde net als in de voorgaande jaren het kampioenschap en werd met acht overwinningen wederom wereldkampioen. De bezetting bleef in 1999 ongewijzigd. Tijdens de kwalificatie voor de Grand Prix-wegrace van Spanje kwam Michael Doohan zwaar ten val en werd daardoor gedwongen de rest van het seizoen te missen. Uiteindelijk kondigde hij zijn terugtrekking als coureur aan. Àlex Crivillé behaalde dat jaar zes overwinningen en stelde in Brazilië de wereldtitel veilig.
Tijdens de eerste twee jaren van het nieuwe millennium had het team het moeilijk. In 2000 kon Àlex Crivillé slechts één overwinning voor het team binnenhalen en eindigde in het algemeen klassement op de negende plaats. Okada eindigde elfde en Gibernau vijftiende. Het jaar 2001 was voor het team niet beter; Crivillé behaalde twee podiumplekken, nieuwe coureur Tohru Ukawa een.

### Start van de MotoGP en kampioenschappen voor Valentino Rossi en Nicky Hayden

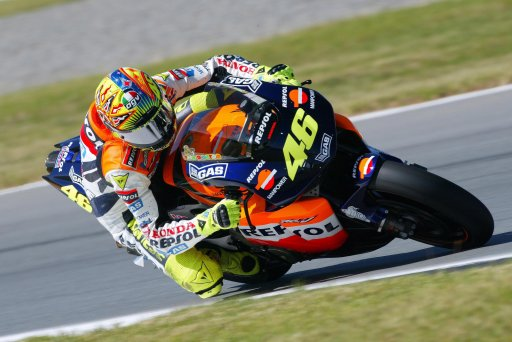
Valentino Rossi op de Honda RC211V in 2002

Het seizoen 2002 betekende een ommekeer voor het team. De nieuwe raceklasse MotoGP loste de 500cc-klasse af en Valentino Rossi werd aangetrokken als nieuwe coureur. Samen met Tohru Ukawa had Rossi de beschikking over de nieuwe Honda RC211V. Aan het einde van het seizoen kregen ook de andere twee rijders van het team, Alex Barros en Daijiro Kato de beschikking op het nieuwe materiaal. Rossi domineerde het kampioenschap, behaalde elf overwinningen en vier races voor het einde van het seizoen kon hij zichzelf de eerste wereldkampioen MotoGP noemen. Ukawa behaalde dat seizoen een overwinning en acht podiumplaatsen en eindigde op de derde plaats in het algemeen klassement.
AMA Superbike-kampioen 2002 Nicky Hayden voegde zich in 2003 bij het team. Valentino Rossi behaalde dat jaar negen overwinningen, behaalde elke race het podium en werd voor de derde keer op rij gekroond tot wereldkampioen. Nicky Hayden eindigde op de vijfde plek in het algemeen klassement, met twee podiumplaatsen.

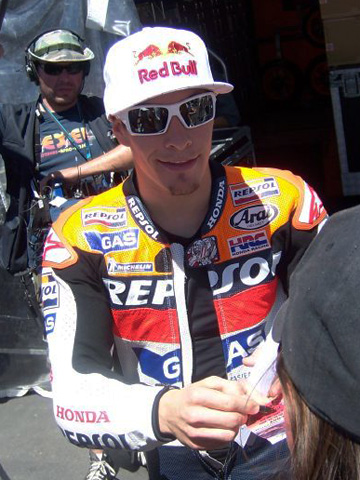
Nicky Hayden

Eind 2003 werd bekend dat Valentino Rossi in 2004 zou overstappen naar Honda's grootste concurrent Yamaha. Veteraan Alex Barros werd door het team aangetrokken als vervanger van Rossi en teamgenoot van Nicky Hayden. Alex Barros eindigde het seizoen als vierde en Hayden vijfde. Hoewel beide coureurs geen overwinning behaalden stonden ze wel een aantal keer op het podium. Barros zou slechts één seizoen voor het team rijden, in 2005 werd hij vervangen door de Italiaan Max Biaggi. Nicky Hayden behaalde zijn eerste MotoGP overwinning tijdens zijn thuisrace in de Grand Prix-wegrace van de Verenigde Staten. In het algemeen klassement eindigde hij op de derde plek. Max Biaggi werd vijfde en stond vier keer op het podium.
Ook Biaggi zou slechts een seizoen voor het Repsol Honda Team rijden. In 2006 maakte de Spanjaard en wereldkampioen in de 250cc-klasse Dani Pedrosa de overstap naar het team. Nicky Hayden wist dat jaar het kampioenschap te domineren. Tijdens de Grand Prix-wegrace van Portugal kwamen de teamgenoten door toedoen van Pedrosa ten val en waren uit de wedstrijd. Valentino Rossi nam de leiding in het kampioenschap over met nog één race te gaan. In de laatste race van het seizoen viel Rossi echter in de vijfde ronde van zijn motorfiets. Hayden reed een veilige wedstrijd, eindigde op de derde plaats en haalde daarmee alsnog het wereldkampioenschap binnen. Dat seizoen wist hij twee keer te winnen en stond daarnaast nog achtmaal op het podium. Dani Pedrosa eindigde vijfde, won twee keer en behaalde nog 5 andere podiumplekken.

## Satellietteams
Naast het eigen team, levert HRC ook motoren aan satellietteams.
Moto GP
- LCR Honda MotoGP

Moto 3
- Gryd-Mlav Racing
- Honda Team Asia
- Leopard Racing
- Rivacold Snipers Team
- Sic58 Squadra Corse